# Wierzbak (dopływ Bukowej)
Wierzbak – rów w północno-zachodniej Polsce, prawy dopływ Bukowej o długości ok. 1 km. Płynie na terenie Osiedla Kapitanów (Gumieńce) w szczecińskiej dzielnicy Zachód (Gumieńce). Cały bieg Wierzbaka znajduje się w granicach administracyjnych Szczecina.